# Мишалов Денис Андрійович
Денис Андрійович Мишалов — солдат окремого загону спеціального призначення НГУ «Азов» Національної гвардії України, учасник російсько-української війни, що відзначився у ході російського вторгнення в Україну в 2022 році.

## Життєпис
Денис Мишалов народився 1 вересня 2001 року в місті Шпола Черкаської області. Навчався у Шполянському ліцеї № 1 та в музичній школі з гри на гітарі. Після закінчення загальноосвітньої школи вступив до Смілянського технікуму харчових технологій, де здобув професію. У 2019 році пройшов навчальний курс підготовки десятників «Школи молодших командирів імені Аксьона і Хоми». У серпні 2020 року, пройшовши курс молодого бійця, та вступив до лав полку «Азов» Національної гвардії України Маріупольського гарнізону. З початком повномасштабного російського вторгнення в Україну перебував на передовій. Разом з азовцями він захищав Маріуполь, має військову професію гранатометника. За час перебування в оточеному Маріуполі Денис Мишалов тричі був ранений, як під час вуличних боїв, так і після постійних обстрілів. Востаннє вийшов на зв'язок з рідними 20 квітня 2022 року. 25 квітня патронатна служба «Азову» «зі слів побратима» повідомила, що 20 квітня Денис Мишалов загинув. Через чотири місяці, коли 24 вересня 2022 року частина захисників «Азовсталі» були визволені з полону, стало відомо, що Денис живий і перебував з усіма на «Азовсталі». Потім потрапив у полон. Зокрема, перебував у Оленівському СІЗО до теракту, а після — до іншого СІЗО, де й перебуває донині.

## Родина
Дениса чекають з полону мати, сестра та наречена Єлизавета Федченкова. Вони познайомилися у соціальних мережах у 2021 році.

## Нагороди
- Орден «За мужність» III ступеня (2022, посмертно) — за особисту мужність і самовіддані дії, виявлені у захисті державного суверенітету та територіальної цілісності України, вірність військовій присязі[4].